# Mallrats
Mallrats és una pel·lícula de comèdia estatunidenca de 1995 escrita i dirigida per Kevin Smith i protagonitzada per Jason Lee, Jeremy London, Shannen Doherty, Claire Forlani, Ben Affleck, Jason Mewes, Joey Lauren Adams, Michael Rooker i Smith com a Silent Bob. És la segona pel·lícula del View Askewniverse i una preqüela de Clerks de 1994.
Com a les altres pel·lícules d'Askewniverse, els personatges de Jay i Silent Bob tenen un lloc destacat, i es comenten personatges i esdeveniments d'altres pel·lícules. Diversos membres del repartiment, inclosos Jason Lee, Ben Affleck i Joey Lauren Adams, han treballat en altres pel·lícules de Smith. La icona del còmic Stan Lee va aparèixer, així com Brian O'Halloran, l'estrella de la pel·lícula de Smith Clerks.
Tot i fracassar a taquilla i rebre una tèbia acollida de la crítica, Mallrats s'ha convertit des d'aleshores en un clàssic de culte. Els plans per a una pel·lícula seqüela titulada MallBrats es van anunciar el març de 2015. L'any següent, es va proposar que el projecte fos una minisèrie de televisió, però el febrer de 2017, Smith va anunciar que no havia pogut vendre la sèrie a cap cadena. El gener de 2020, Smith va revelar que el desenvolupament d'una pel·lícula seqüela havia començat de nou, aquesta vegada sota el títol Twilight of Mallrats (Crepuscle de Mallrats).
Mallrats ha estrenat tres versions, amb la versió principal entre una versió ampliada i una versió teatral. L'estrena en cinemes té un total de 100 diferències entre la versió ampliada i la original.

## Argument
L'estudiant universitari T.S. Quint es prepara per a un viatge a Universal Studios Florida a Orlando amb Brandi Svenning, durant el qual té previst proposar-li matrimoni per quan acabin els estudis; tanmateix, Brandi li diu que no pot anar perquè s'ha ofert voluntària per participar com a concursant a Truth or Date, el programa de cites del seu pare, perquè la concursant original havia mort d'una embòlia que li va esclatar al cervell mentre nedava 700 piscines al YMCA local després del comentari de T.S. sobre el seu pes. Brandi i T.S. discuteixen sobre la seva responsabilitat i els dos es separen. T.S. es dirigeix al seu millor amic Brodie Bruce, que ha estat abandonat per la seva xicota Rene, i Brodie suggereix que els dos podrien trobar consol al centre comercial local.
Brodie i T.S. descobreixen que Truth or Date s'està filmant al mateix centre comercial, a través del seu amic Willam, que al llarg de la pel·lícula intenta veure un veler en un cartell de Magic Eye. Els dos demanen als vagabunds locals Jay i Silent Bob que destrueixin l'escenari de l'espectacle, una tasca per a la qual elaboren plans que finalment no tenen èxit. Brodie i T.S. es troben amb Tricia Jones, una jove de 15 anys que està escrivint un llibre sobre el desig sexual dels homes d'entre 14 i 30 anys, per al qual té relacions sexuals amb diversos homes com a investigació i filma cada trobada. Aleshores revela que la nit anterior va tenir sexe amb Shannon Hamilton, una gerent d'una botiga de roba de 25 anys que odia Brodie per la seva "manca d'agenda de compres".
Aleshores, Brodie s'assabenta que Rene ha començat una relació amb Shannon. Brodie s'enfronta a Rene per saber més sobre la relació, i els dos tenen sexe en un ascensor. Brodie és segrestat i atacat per Shannon, que té la intenció de mantenir relacions sexuals amb Rene en un "lloc molt incòmode". Com a resultat d'aquest incident, Jay i Silent Bob agredeixen el conill de Pasqua del centre comercial, sota la suposició incorrecta que va atacar a Brodie.
El pare de Brandi, Jared, fa arrestar a Brodie i T.S. per càrrecs falsos de possessió de drogues al centre comercial. Jay i Silent Bob són capaços de rescatar en Brodie i T.S., i s'amaguen en un mercat local, on es troben amb l'endevina en topless Ivannah, que els dona consells sobre els seus problemes de relació. T.S. decideix recuperar Brandi i els dos tornen al centre comercial.
Abans que comenci l'espectacle, Brodie coneix la famosa llegenda de Marvel Stan Lee, que li dona consells sobre el romanç. Després d'això, Brodie demana que la seva amiga Tricia Jones recuperi imatges d'ella mantenint sexe amb Shannon. Mentrestant, T.S. també convenç en Jay perquè deixin estabornits dos dels concursants del programa Truth or Date, la qual cosa els permet a ell i a Brodie substituir-los.
Durant l'espectacle, Brandi reconeix les veus de Brodie i T.S., i es produeix una discussió a l'aire entre ells. En última instància, Brodie aconsegueix que els dos deixin de discutir, explicant que T.S. ha estat anhelant Brandi tot el dia. T.S. es declara a Brandi, i ella accepta. Quan la policia arriba per arrestar T.S. i Brodie després que l'espectacle hagi acabat, Silent Bob reprodueix una cinta sexual de Shannon i Tricia, el que resulta en la seva detenció per estupre. Brodie i Rene renoven la seva relació com a resultat.
La conclusió revela que T.S. es casa amb Brandi a Universal Studios mentre està en una atracció de Jaws, el llibre de Tricia és un èxit de vendes, Shannon és empresonat (i posteriorment violat), Willam finalment veu el veler, Brodie es converteix en l'amfitrió de The Tonight Show (amb Rene com a la seva líder de banda), i que Jay i Silent Bob aconsegueixen un orangutan anomenat Susanne.

## Repartiment
- Shannen Doherty com a Rene Mosier
- Jeremy London com a T.S. Quint
- Jason Lee com a Brodie Bruce
- Claire Forlani com a Brandi Svenning
- Ben Affleck com a Shannon Hamilton
- Joey Lauren Adams com a Gwen Turner
- Renee Humphrey com a Tricia Jones
- Jason Mewes com a Jay
- Kevin Smith com a Silent Bob
- Ethan Suplee com a Willam
- Stan Lee com a ell mateix
- Elizabeth Ashley (versió expandida) com a Governor Dalton
- Priscilla Barnes com a Miss Ivannah
- Michael Rooker com a Jared Svenning
- Sven-Ole Thorsen com a LaFours
- Scott Mosier com a Roddy
- Walt Flanagan com a Walt "Fanboy" Grover
- Bryan Johnson com a Steve-Dave Pulasti
- Brian O'Halloran com a Gill Hicks, Suitor #3
- Art James com a Bob Summers, presentador de Truth or Date
- Luke Wilson com a membre de l'audiència veient Truth or Date (no acreditat)

## Producció
Després de l'èxit de l'èxit independent Clerks, l'escriptor/director Kevin Smith i el seu millor amic/productor Scott Mosier van començar a fer la seva segona pel·lícula. Després d'una projecció de Clerks, el productor James Jacks es va apropar a ells per fer una altra pel·lícula per a Universal Studios. Smith aviat va acabar el guió d'aquesta nova pel·lícula i va començar el càsting.
Jeremy London, un actor amb una sèrie de televisió i unes quantes pel·lícules al seu crèdit, va ser elegit com a T.S. Shannen Doherty ser la membre del repartiment més famosa després de les seves aparicions en diverses pel·lícules i l'èxit programa de televisió Beverly Hills, 90210. Jason Lee va ser escollit sense experiència d'actuació prèvia; abans de la pel·lícula, Lee era un skater professional. Ben Affleck, que era un parent desconegut en aquell moment, va ser elegit per al paper de Shannon Hamilton. Joey Lauren Adams va interpretar a Gwen Turner; més tard va sortir amb Smith, i durant aquest temps, va escriure el personatge principal de Perseguint l'Amy per a ella. Ethan Suplee va interpretar a Willam Black. Se suposava que Scott Mosier havia de repetir el paper, però Smith i els productors de la pel·lícula van quedar tan impressionats amb Suplee que el van triar. El paper més problemàtic de repartir va ser en Jay, ja que Universal no volia que Jason Mewes tingués el paper, malgrat que el va interpretar a Clerks i el personatge de Jay es basa en ell. Mewes va haver d'audicionar per al paper contra actors com Seth Green i Breckin Meyer.
La pel·lícula compta amb els artistes de còmic Mike Allred, Joe Benitez, J. Scott Campbell, David Finch, Chuck Frasier, Alex Garner, Frank Gomez, Jae Lee, Jimmy Palmiotti, Brandon Peterson, Joe Quesada, Ethan Van Sciver, Kirk Van Wormer i Anthony Winn.

## Recepció
La pel·lícula va recaptar 400.000 dòlars els divendres en 800 pantalles. La pel·lícula va guanyar 1,2 milions de dòlars el seu cap de setmana d'estrena. La pel·lícula va recaptar 2.122.561 dòlars a taquilla.
Mallrats va ser objecte de moltes burles de la crítica quan es va estrenar, i molts crítics la van comparar desfavorablement amb la primera pel·lícula de Smith, Clerks. En la seva crítica negativa de la pel·lícula, el crític Roger Ebert va donar a la pel·lícula 1 1/2 estrelles sobre 4 i va dir: "Abans que Mallrats s'estrenés, vaig presidir un panel en el qual va participar Smith i Kevin Smith va dir alegrement que estaria encantat de fer el que volguessin els estudis, si paguessin les seves pel·lícules. En aquell moment, vaig pensar que estava fent broma." Kevin Smith va respondre disculpant-se per Mallrats als Premis Independent Spirit de 1996, tot i que després va declarar que la disculpa es va fer en broma. Malgrat tot, la pel·lícula va desenvolupar un culte després de ser llançada en vídeo.
A l'agregador de ressenyes Rotten Tomatoes, la pel·lícula té una puntuació d'aprovació del 58% basada en 48 crítiques, amb una valoració mitjana de 5,6/10. A Metacritic, la pel·lícula va rebre una puntuació de 41 en base a 18 crítiques, indicant "crítiques mixtes o mitjanes".

## Mitjans domèstics
El 1996 MCA/Universal Home Video va estrenar la pel·lícula en VHS i Laserdisc (aquest últim en format de pantalla panoràmica). L'any 1999 es va llançar un DVD que inclou una imatge de pantalla panoràmica anamòrfica 1,85:1 i un so envoltant Dolby 5,1 (tots dos dels quals la pel·lícula es trobava per al llançament de Laserdisc). Les característiques addicionals inclouen:
- Comentari d'àudio amb el director Kevin Smith, els membres del repartiment Ben Affleck, Jason Lee i Jason Mewes i els productors Scott Mosier i Vincent Pereira
- Escenes esborrades
- Presentació- View Askew's Look Back At Mallrats
- Vídeo musical: Build Me Up Buttercup de The Goops (dirigit per Kevin Smith)
- Tràiler teatral

La pel·lícula es va publicar en Blu-ray el 2014 i va utilitzar la reducció de soroll digital i la millora de les vores (com a part de la col·lecció Best of the Decade d'Universal dels anys 90); els menús van ser substituïts per menús obligats per Universal, el logotip de Focus Features va substituir el logotip d'Universal al començament de la pel·lícula, i algunes còpies també incloïen un codi per a una versió de streaming digital per bescanviar al servei UltraViolet en línia d'Universal i iTunes.
El 2005, es va llançar un DVD a doble cara del 10è aniversari, que contenia la versió original de la pel·lícula, característiques de l'anterior llançament del DVD i un nou tall ampliat de la pel·lícula.
El 2020, Arrow Video va llançar un Blu-Ray del 25è aniversari que conté un tercer "tall de televisió" de la pel·lícula, amb moltes escenes alterades i redoblades per eliminar la blasfemia.

## Seqüela
El 13 de març de 2015, Kevin Smith va confirmar que Mallrats 2 s'estava escrivint i estava previst que comencés el rodatge a l'estiu de 2016. A l'abril de 2015, Smith va anunciar que Mallrats 2 seria la seva propera pel·lícula, en comptes de Clerks III com es pretenia originalment, i començaria a rodar-se el 2015. Des de l'abril de 2015 fins al juliol de 2016, Smith va fer una sèrie d'anuncis sobre la seqüela proposada, alguns sobre el càsting i alguns anunciant retards en la producció. Durant aquest temps, la pel·lícula planificada es va convertir en una minisèrie de televisió de 10 episodis.
El febrer de 2017, Smith va anunciar que els llançaments a sis cadenes diferents van fer que ningú estigués disposat a produir la sèrie de televisió, però va expressar la seva esperança que l'interès per la sèrie augmentaria després de l'estrena de la pel·lícula Jay and Silent Bob Reboot.
El gener de 2020, Smith va anunciar que el desenvolupament d'una pel·lícula seqüela de Mallrats havia començat de nou, sota un nou títol Twilight of the Mallrats. El 24 d'abril, Smith va declarar que havia completat oficialment el primer esborrany del guió i que el repartiment original tornaria. El 12 de maig de 2020, Smith va revelar que Aparna Brielle, que va interpretar a Jihad a Jay and Silent Bob Reboot, havia de dirigir la pel·lícula com a Banner, la filla de Brodie, i que Shannen Doherty tornaria per repetir el seu paper de Rene Mosier.